# تنجو
تنجو (به ژاپنی: 天授 Tenju)، نام نام عصر ژاپنی در دوره نانبوکوچو در دربار جنوبی پس از بونچو و قبل از کووا (دوره موروماچی) بود. این دوره از مه ۱۳۷۵ تا فوریه ۱۳۸۱ میلادی را در بر می‌گرفت. امپراتورهای سلطنتی در دربار جنوبی امپراتور چوکی و در دربار شمالی امپراتور گو-انیو بودند.